# Ramagundam
Ramagundam est une ville d’Inde située dans le Telangana.

## Démographie
En 2011 sa population était de 229 644 habitants.